# Александар Леви
Александар Леви (порт. Alexandre Levy *10. новембар 1864 — 17. јануар 1892) био је бразилски композитор, пијаниста и диригент.
Рођен је у Сао Паулу, и пионир је споја класичне композиције са бразилском популарном народном музиком и ритмовима. Леви је умро прерано са 27 година и његов родни град додељује престижну награду са његовим именом.

## Биографија
Александар Леви је био син Хенрикеа Луиза Левија и брат Луја Левија, такође музичари, од којих је добио своје прве лекције. Он је усавршио своје студије клавира са руским наставникок који је живео у Сао Паулу Лоуисом Маурицем и французом Габриелом Гирадудоном, који су били и учитељи још једног пијанисте из Сао Паула Хенрика Освалда.
On је дебитовао на јавним презентацијама са осам година и поредели су га са Моцартом због његове зрелости и бриљантности.
Његов отац је основао Кућу Леви, један од најтрадиционалних комерцијалних музичких кућа у Сао Паолу у то време, што је омогућило да ступе у контакт са многим важним личностима на државној музичкој сцени и путујућим музичарима.
Од 1880. почео је да објављује своје композиције по европским издавачима, а 1883. је изабран за директора "Хајдн клуба", важног музичког удружења у граду, који му је помогао промовише своју музику и где је дириговао по први пут у 1885. Две године касније отпутовао је у Европу да студира клавир са Емиле Дуранд и Винћенцо Феронијем, али се убрзо враћа у Бразил где је наставио да пише музичку критику у државној штампи, пише у новинама у покрајини Сао Пауло за часпопис "Correio Paulistano" под псеудонимом Фигароте.
Његове композиције су пуне националног поноса, користио је теме из бразилског фолклора, где је био претеча у свету класичне музике са Националним Варијацијама на тему популарне бразилске музике 1884, на основу мелодије "Vem cá, Bitu!". Његов стил потиче из школа Шумана и Менделсона. То је покровитељ столице 29 бразилске Музичке академије.